# Angelo (kardynał S. Adriano)
Angelo (zm. 29 listopada 1215) – kardynał, prawdopodobnie włoskiego pochodzenia.
Początkowo był kapelanem i subdiakonem w kurii papieża Innocentego III. Na konsystorzu 19 maja 1212 Innocenty III mianował go kardynałem diakonem S. Adriano. Podpisywał bulle tego papieża datowane między 8 sierpnia 1212 a 23 kwietnia 1215. Jego zgon został odnotowany w nekrologu rzymskiego klasztoru Ss. Ciriaco e Nicola in Vialata.